# Изота Албарезани
Изота Албарезани (на италиански: Isotta Albaresani; * 1355, Ферара; май 1393, пак там) е италианска аристократка, чрез брак маркиза на Ферара и Модена.

## Произход
Дъщеря на Алберто Албарезани, тя принадлежи на благородническо семейство от Есте, датиращо от 13 век.

## Биография
През 1393 г. става втората съпруга на Алберто V д'Есте, маркиз на Ферара и Модена. Единственото им дете Николо е узаконен от папа Бонифаций IX и по-късно става господар на Ферара с името Николо III д'Есте.
Изота е известна по своето време със своята красота, мъдрост и многобройни качества. Тя е учена и вероятно авторка на все още непубликувани произведения, сега запазени в библиотеката на Модена, където дворът Есте се мести след предаването на Ферара на Папската държава.
Умира на около 39 г. и е погребана във Ферара в старата църква „Сан Франческо“, заменена през 1494 г. с новия храм, който е оцелял. 